# Simon Baron-Cohen
Simon Baron-Cohen (Londra, 15 agosto 1958) è uno psicologo britannico.
È professore di psicopatologia dello sviluppo presso il dipartimento di psichiatria e psicologia sperimentale e direttore del Centro di ricerca sull'autismo dell'università di Cambridge, dove è inoltre membro del Trinity College.
È conosciuto soprattutto per il suo lavoro sull'autismo. Inoltre è il fratello del cineasta Ash e cugino del comico Sacha Baron Cohen.

## Formazione
Baron-Cohen si è laureato in scienze umane presso il New College dell'università di Oxford (BA degree) e ha conseguito il dottorato in psicologia presso l'University College London con Uta Frith (PhD). Ha inoltre conseguito un diploma post laurea in psicologia clinica presso l'Istituto di psichiatria del King's College London (M.Phil.).

## Ricerca
Baron-Cohen dopo aver concluso il dottorato con Uta Frith, fu coautore nel 1985 di un primo studio che riferiva l'autismo ad un ritardo nello sviluppo di una teoria della mente e ad un certo grado di incapacità a sviluppare consapevolezza di cosa possa esserci nella mente di un altro essere umano (incapacità chiamata "mind-blindness", o "cecità mentale", da cui "Mind-blindness theory", o "teoria della cecità mentale"). L'elaborazione di una teoria della mente da parte del bambino fu infatti individuato come fondamentale per acquisire la capacità di sostenere interazioni sociali flessibili e di comunicare e per lo sviluppo dell'empatia.
Nei successivi dieci anni le sue ricerche produssero numerose evidenze della teoria. Il suo gruppo di ricerca rintracciò inoltre le origini della mancanza di una teoria della mente nel bambino nell'insufficiente sviluppo della "joint attention" (la capacità di condividere le esperienze, osservando oggetti o eventi, seguendo uno sguardo o un gesto di puntamento). Il modello fu applicato alla diagnosi precoce dell'autismo: in bimbi di diciotto mesi l'assenza di "joint attention" fu dimostrata essere un indicatore chiave di un successivo sviluppo dell'autismo. Baron-Cohen fu inoltre il primo a dimostrare il ruolo di due aree del cervello implicate nella teoria della mente: la corteccia orbito-frontale e l'amigdala.
Alla fine degli anni novanta Baron-Cohen sviluppò la  "empathizing–systemizing theory", secondo la quale il diverso bilanciamento di capacità di empatia e di sistematizzazione permetterebbe di comprendere le tipiche differenze psicologiche tra i generi.  La teoria ipotizza che abbiano rappresentato un vantaggio evolutivo rispettivamente l'empatia per le donne e la sistematizzazione per gli uomini, nell'ambito delle società di cacciatori e raccoglitori. Scrisse un libro divulgativo sull'argomento delle differenze di genere, pubblicato nel 2003.
In quest'ambito l'autismo rappresenterebbe una forma estrema di "cervello maschile", con capacità di empatia mancante o deficitaria, associata ad una capacità di sistematizzazione completa o superiore. La teoria del "cervello estremamente maschile" ("EMB") ipotizza che l'autismo sia parte di un continuum relativo alle differenze di genere e che la sua causa possa essere a livello biologico una iper-mascolinizzazione..
Baron-Cohen avviò quindi il Cambridge Longitudinal Foetal Testosterone Project, un programma di ricerca che consisteva nel seguire bambini le cui madri si fossero sottoposte all'amniocentesi, permettendo di definire gli effetti delle differenze riscontrate nel livello di testosterone fetale sul successivo sviluppo del bambino. La presenza di testosterone fetale risultò negativamente correlata con lo sviluppo sociale e linguistico e positivamente correlata con l'attenzione ai dettagli e altre caratteristiche tipiche dell'autismo.. Questo studio lo condusse a investigare l'iper-mascolinizzazione nell'autismo da un punto di vista psicometrico nell'ambito della neurobiologia dello sviluppo. Il ruolo del testosterone nella comparsa dell'autismo non è stato tuttavia dimostrato attraverso i casi clinici e rimane controverso. La ricerca, interpretata come passibile di condurre ad un test di gravidanza per determinare la futura insorgenza dell'autismo, ha inoltre sollevato un dibattito di etica medica
Baron-Cohen ha contribuito allo sviluppo di due software legati al riconoscimento e all'apprendimento delle emozioni ("Mind Reading" e "The Transporters"), entrambi nominati per il premio BAFTA, ed ha partecipato alla pubblicazione di un libro sull'apprendimento del riconoscimento delle emozioni per bambini autistici.
Ha lavorato anche in altre aree di ricerca, come sulla sinestesia, per la quale ha contribuito all'elaborazione di un test di genuinità. Ha scritto oltre 250 articoli in riviste scientifiche.

## Opere principali
- Baron-Cohen S, Bolton P, (1993). Autism: the facts. Oxford University Press.
- Baron-Cohen S, Tager-Flusberg H, Cohen DJ (a cura di)  (1993). Understanding other minds: perspectives from autism. Oxford University Press.
- Baron-Cohen S, (1995). Mindblindness: an essay on autism and theory of mind. MIT Press/Bradford Books.Teoria della mente e autismo, Erickson, 1999
- Baron-Cohen S, Harrison J (a cura di) (1997).  Synaesthesia: classic and contemporary readings. Blackwells.
- Baron-Cohen S, (a cura di) (1997). The maladapted mind: essays in evolutionary psychopathology. Erlbaum, Taylor Francis, UK.
- Robertson M, Baron-Cohen S, (1998). Tourette Syndrome: The facts. Oxford University Press.
- Howlin P, Baron-Cohen S, Hadwin J, Swettenham J, (1999). Teaching children with autism to mind-read. Wiley.
- Baron-Cohen S, Tager-Flusberg H, Cohen D, (a cura di) (2000).  Understanding other minds: perspectives from developmental cognitive neuroscience.  Oxford University Press.
- Baron-Cohen S (2003). The essential difference: men, women and the extreme male brain. Penguin/Basic Books.
- Baron-Cohen S,  Wheelwright S, (2004). An exact mind. Jessica Kingsley Ltd. Artwork by Peter Myers.
- Baron-Cohen S, Lutchmaya S, Knïckmeyer R (2005). Prenatal testosterone in mind: Studies of amniotic fluid.  MIT Press/Bradford Books.
- Baron-Cohen S, Tager-Flusberg H, Cohen, DJ (a cura di) (2007). Understanding other minds: perspectives from developmental cognitive neuroscience  (seconda edizione). Oxford University Press.
- Baron-Cohen S (2008). Autism and Asperger Syndrome: The Facts. OUP.
- Hadwin J, Howlin P, Baron-Cohen S, (2008). Teaching children with autism to mindread: a handbook. Wiley.
- Baron-Cohen S, La scienza del male, Raffaello Cortina Editore, 2012
- Baron-Cohen S, The pattern seekers, 2020